# خشك نودهان بالا (مقاطعة فومن)
خشك نودهان بالا (بالفارسية: خشک نودهان بالا) هي قرية تقع في غيلان في إيران. يقدر عدد سكانها بـ 1,547 نسمة .